# Sherman (Nowy Jork)
Sherman – miasto w Stanach Zjednoczonych, w stanie Nowy Jork, w hrabstwie Chautauqua.